# Pieter Herman Bakker Schut

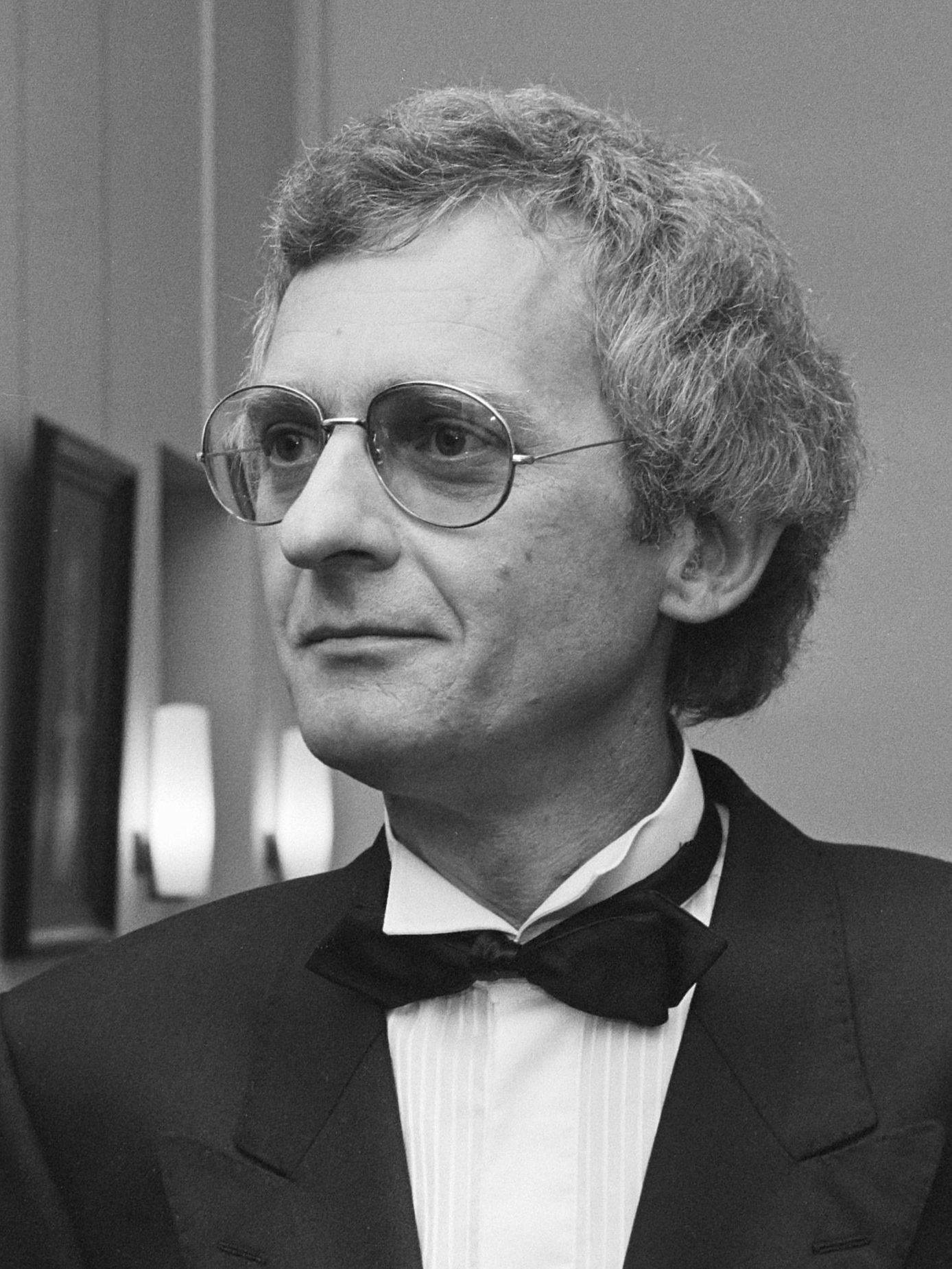
Pieter Herman Bakker Schut (1986)

Pieter Herman Bakker Schut (Haarlem, 31 maart 1941 - Amsterdam, 13 oktober 2007) was een Nederlandse advocaat. Hij wordt ook wel aangeduid als Pieter Bakker Schut. Hij was de zoon van dr.ir. Frits Bakker Schut (1903-1966), civiel ingenieur, en de broer van Sonja van der Gaast (1928-2018).
Na het behalen van zijn gymnasium ß-diploma in 1959 aan het Eerste Vrijzinnig-Christelijk Lyceum in Den Haag, studeerde Bakker Schut een jaar aan de Wesleyan universiteit in Middletown (Connecticut, VS). Van 1960 tot 1965 studeerde hij rechten aan de universiteit Leiden. Tijdens zijn militaire dienst werd hij opgeleid tot 'verhoorspecialist' bij de Militaire Inlichtingendienst in Harderwijk. Van 1967 tot 1971 was hij advocaat in Amsterdam. Tot zijn eerste cliënten behoorden de communistische activist Luciën van Hoesel, Provo's en dienstweigeraars. Daarna volgde een periode waarin hij strafrecht doceerde aan de universiteit Utrecht. Hij was lang lid van een socialististisch advocatencollectief en van 1971 tot 1984 werkte hij in de sociale advocatuur in Utrecht. Vanaf 1984 werkte hij weer als advocaat in Amsterdam en in 1994 richtte hij aldaar aan de Prinsengracht met zijn levenspartner en collega Adèle van der Plas het commerciële advocatenkantoor BSVDP op, dat gespecialiseerd is in strafrecht.
Pieter was de zoon van Frits Bakker Schut, kort na de oorlog opsteller van preadviezen bij een wet om West-Duitse grensgebieden in te lijven ten faveure van Nederlands territorium.
Pieter Herman Bakker Schut overleed in 2007 op 66-jarige leeftijd.

## Rote Armee Fraktion

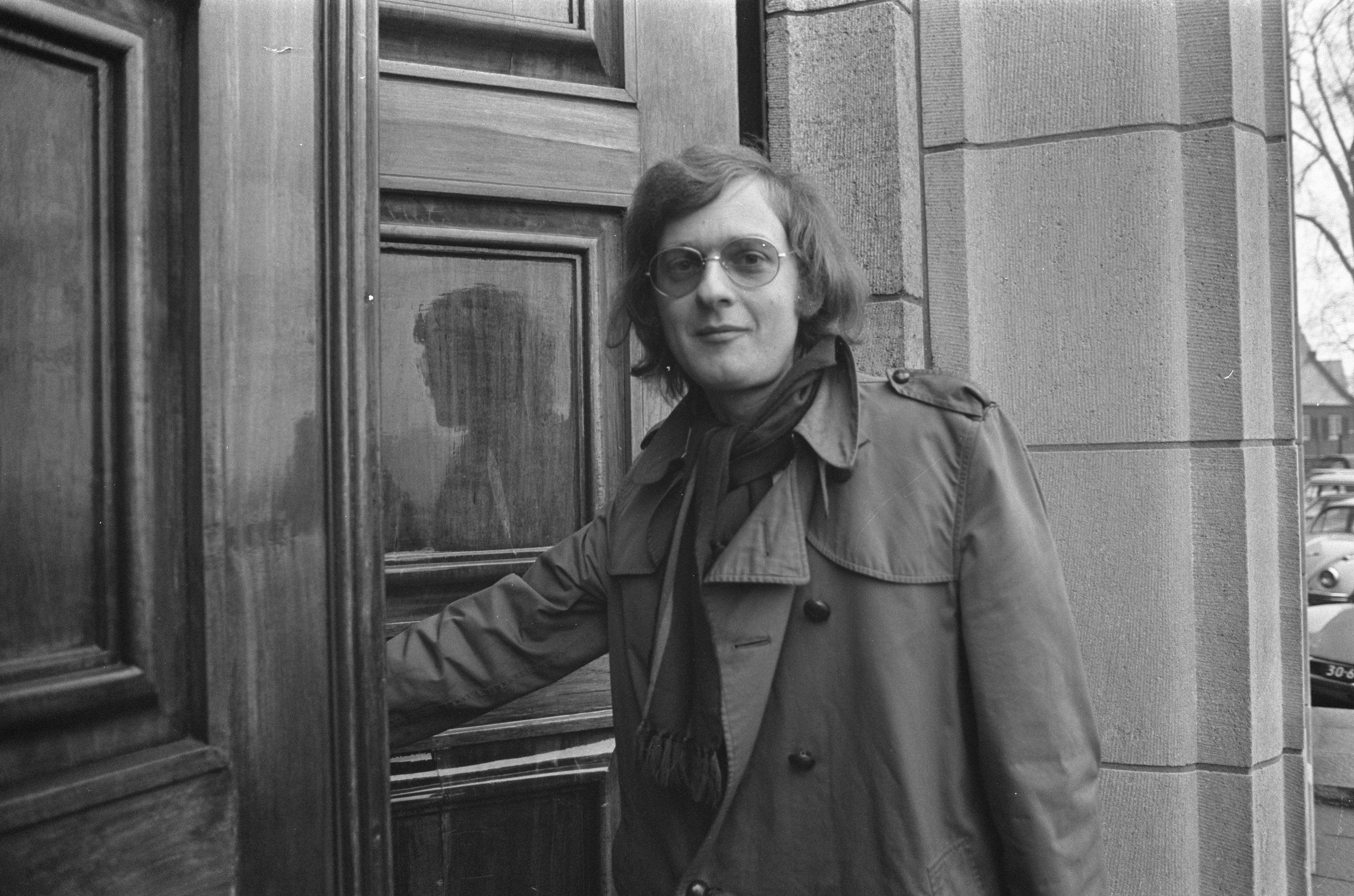
Bakker Schut (1973)

In het midden van de jaren zeventig kreeg Bakker Schut bekendheid door het verdedigen van verdachten van de Rote Armee Fraktion, zoals Ronald Augustin. In dezelfde periode presenteerde hij ook een televisieserie over rechtszaken, Kort Geding. Aan het einde van de jaren zeventig staat hij leden uit de tweede generatie van de RAF bij: Knut Folkerts, Gert Schneider en Christof Wackernagel worden in Nederland gearresteerd, en de West-Duitse staat wil hun uitlevering.
In 1986 promoveerde hij aan het Willem Pompe Instituut op een uitgebreide studie naar het Stammheimproces tegen leden van de Rote Armee Fraktion: Stammheim, die notwendige Korrektur der herrschenden Meinung. In Duitsland verscheen hiervan onder de titel Stammheim een handelseditie, waarvan 30.000 stuks verkocht werden. In Duitsland zou hij zelf zijn aangemerkt als een "verdacht persoon" in verband met een verdergaande betrokkenheid bij de RAF, maar tot een vervolging kwam het nimmer. Bij het Willem Pompe Instituut leerde hij ook zijn levenspartner Adèle van der Plas kennen.

## Andere bekende zaken
Volkert van der Graaf – toen verdacht van de moord op Pim Fortuyn – vroeg Bakker Schut in 2002 om rechtsbijstand, maar is uiteindelijk verdedigd door andere advocaten. Een andere bekende zaak is de affaire van oud-secretaris-generaal Joris Demmink. Al in april 2007 deden Bakker Schut en Adèle van der Plas namens hun cliënt Hüseyin Baybaşin aangifte tegen de oud-SG. Demmink werd beschuldigd van pedofilie, gepleegd in Turkije en in Eindhoven. De Turkse justitie zou dit hebben stilgehouden, in ruil voor een levenslange gevangenisstraf in Nederland voor de Koerdische verdachte Baybaşin.
Vanaf 1995 behartigde Bakker Schut de belangen van Karin Spaink tegen Scientology.

## Meningen en kritiek
Zijn verdediging van leden van de Rote Armee Fraktion leverde Bakker Schut het verwijt dat hij "terroristen" steunde, mede vanwege zijn theorie dat onder anderen Andreas Baader, Gudrun Ensslin en Jan-Carl Raspe vermoord waren door de Duitse justitie ("de lange arm van het Bundeskriminalamt").
In de jaren negentig werd hij commercieel advocaat, naar eigen zeggen omdat er geen politieke strijders meer waren om te verdedigen. Hij verdedigde onder andere Sam Klepper en Mink Kok en zag drugscriminelen niet alleen als ordinaire penoze, maar ook als slachtoffers van kapitalistische wetten.

## Eerbetoon
Bakker Schut kreeg postuum de Amsterdamse Dekenprijs uitgereikt, een onderscheiding voor de beste advocaat van de stad, vanwege zijn levenslange authentieke honger naar gerechtigheid en ongehoorde strijdlust. Verder is de Bakker Schut Foundation for Universal Rights Research (Bakker Schut Stichting), opgericht in 2010, naar hem genoemd. Het doel van deze stichting is onderzoek te doen (of te stimuleren) naar zaken waarbij mensen in hun grondrechten worden aangetast door corruptie van malverserende overheden of andere organisaties. Daarnaast wil de stichting dergelijke misstanden openbaar maken.

## Publicaties
- Politieke justitie in de Bondsrepubliek Duitsland. In: Nederlands Juristenblad, 1975.
- Een Muilkorfwet. In: Recht, Macht en Manipulatie. Utrecht/Antwerpen 1976.
- West-Duitsland: een politiestaat of de geschiedenis herhaalt zich. In Arthur Lehning, Duitsland: voorbeeld of waarschuwing? Baarn 1976.
- Als medewerker: Michael Meisner, Frans Tooten, Staatsschutz und Berufsverbote in der BRD, Hamburg 1977.
- Stammheim. Der Prozess gegen die Rote Armee Fraktion. Kiel, 1986. Heruitgave onder de titel 20 Jahre Stammheim - die notwendige Korrektur der herrschenden Meinung, Bonn 1997. ISBN 978-3-89144-247-0
- dokumente (stammheim) / das info. briefe der gefangenen aus der raf 1973-1977. Kiel, 1987.
- Als uitgever: Todesschüsse, Isolationshaft, Eingriffe ins Verteidigungsrecht. Verschillende uitgaves, laatstelijk Berlijn 1995.